# Saint-Nicolas-de-Macherin
Saint-Nicolas-de-Macherin là một xã của tỉnh Isère, thuộc vùng Auvergne-Rhône-Alpes, đông nam nước Pháp.